# Charles S. Roberts Award
Charles S. Roberts Awards (CSR Awards) är utmärkelser som ges ut årligen för ypperlighet inom den historiska konfliktspelshobbyn. Utmärkelsen har fått sin namn efter Charles S. Roberts som grundade Avalon Hill. Informellt kallas den en "Charlie".
Före 2000 delades priset ut vid spelmässan Origins International Game Expo och ansågs även innan 1987 vara en del av Origins Award. Sedan 2000 delas priset ut vid World Boardgaming Championships (världsmästerskapen i brädspel, hette tidigare AvalonCon). I utmärkelserna finns även en Hall of Fame.